# Karakumsparv
Karakumsparv (Passer zarudnyi) är en dåligt känd centralasiatisk fågel i familjen sparvfinkar inom ordningen tättingar.

## Utseende och läten
Karakumsparven är en liten sparvfink (13,5-15 cm), mycket lik sin nära släkting ökensparven (Passer simplex) med mycket blek dräkt och svart haklapp. Karakumsparven har dock en tydligare svart mask, vitt i pannan, mer grå än sandfärgad på ovansida, stjärt och vingar, kortare vingar och längre stjärt. Könen är också lika, medan ökensparvens hane och hona skiljer sig kraftigt åt. Inga skillnader i läten är kända, men dessa är dåligt dokumenterade.

## Utbredning och systematik
Arten förekommer enbart i Uzbekistan och Turkmenistan, tidigare även i östra Iran där inga fynd gjorts sedan 1901. Den behandlas som monotypisk, det vill säga att den inte delas in i några underarter. Tidigare ansågs den vara en underart till ökensparv (P. simplex) men urskiljs efter studier allt oftare som egen art.

## Levnadssätt
Karakumsparven är begränsad till ödsliga klippiga eller sandiga områden med spridda träd och buskar, gärna sandakacia. Den lever mestadels av frön från ökenbuskar och markvegetation, framför allt Aristida pennata. Den häckar enskilt eller i kolonier från april till augusti och lägger två kullar.

## Status och hot
Arten har ett stort utbredningsområde men tros minska i antal till följd av habitatförstörelse, dock inte tillräckligt kraftigt för att den ska betraktas som hotad. Internationella naturvårdsunionen IUCN kategoriserar därför arten som livskraftig (LC), men noterar att vidare studier krävs för att mer korrekt bedöma dess hotstatus. Världspopulationen har inte uppskattats, men den beskrivs som ovanligt förekommande och fläckvist utbredd..

## Namn
Karakum är en öken i sydvästra Centralasien där fågeln förekommer. Fågelns vetenskapliga artnamn hedrar Nikolaj Aleksejevitj Zarudnyi (1859-1919), rysk zoolog och samlare av specimen i Turkestan och Persien samt kurator för museet i Tasjkent 1885-1903.

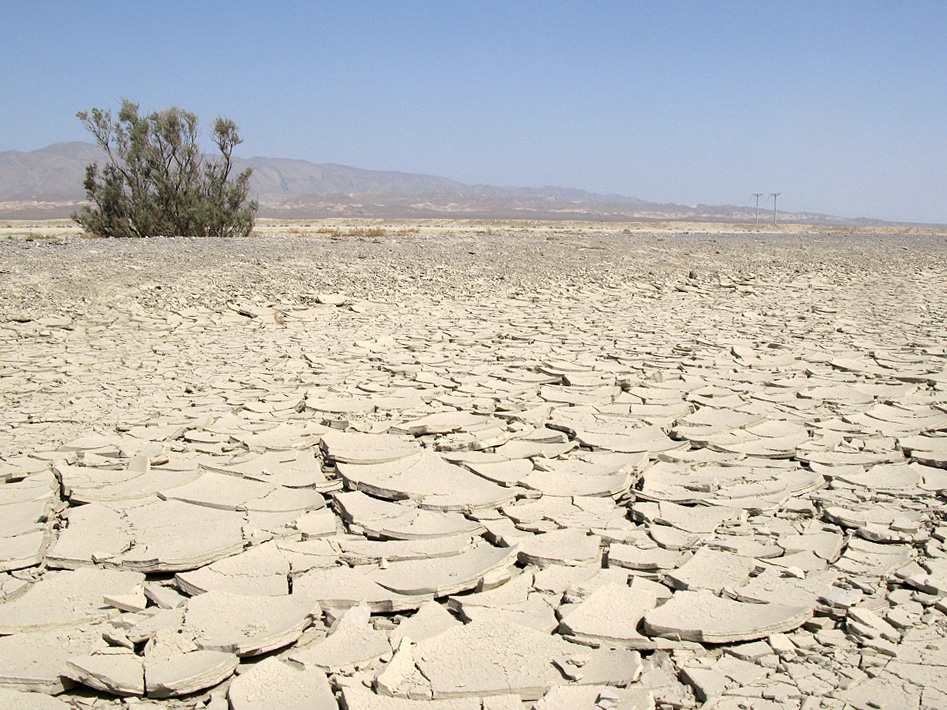
Fågeln är uppkallad efter Karakumöknen där den förekommer.